# Diejuste
Diejuste és un loa benèvol i de bon cor en la religió vodú.